# Антоники
Антоники (пол. Antoniki) — село в Польщі, у гміні Любачів Любачівського повіту Підкарпатського воєводства.
Населення — 210 осіб (2011).
У 1975-1998 роках село належало до Перемишльського воєводства.

## Демографія
Демографічна структура станом на 31 березня 2011 року:
|          | Загалом | Допрацездатний вік | Працездатний вік | Постпрацездатний вік |
| -------- | ------- | ------------------ | ---------------- | -------------------- |
| Чоловіки | 110     | 30                 | 68               | 12                   |
| Жінки    | 100     | 16                 | 58               | 26                   |
| Разом    | 210     | 46                 | 126              | 38                   |